# Skål International
Skål International (kurz: Skål) ist ein weltweit agierender Berufsverband der Tourismusindustrie mit ca. 12.000 Mitgliedern in ca. 300 lokalen Clubs in 82 Ländern. Skål ist die einzige weltweite Bewegung, in der sich Mitglieder aus unterschiedlichen Branchen des Tourismus zusammengeschlossen haben, im Gegensatz zu den sonst mehrheitlich branchenreinen Verbänden wie z. B. DRV (Deutscher Reiseverband) oder die BARIG. Der Verband ist eine gemeinnützige Organisation, die selbst keine eigenen wirtschaftlichen Ziele verfolgt. Skål bringt alle Bereiche der Reise- und Tourismusindustrie zusammen (Hotellerie, Reisebürobranche, Reiseveranstalter, Fluggesellschaften uvm.). Skål repräsentiert Führungskräfte im Tourismus und schafft durch Treffen auf örtlicher, nationaler und internationaler Ebene eine Plattform für Kommunikation und fachlichen Gedankenaustausch unter Freunden.
Die Mehrheit der Mitglieder sind Führungskräfte, z. B. Hoteldirektoren, Verkaufsleiter, Geschäftsführer von Tourismusmarketinggesellschaften, aber auch Selbstständige innerhalb der Tourismusindustrie, z. B. Unternehmensberater, PR-Berater im Tourismus und spezialisierte Reisevermittler.
Skål vertritt nach eigenen Angaben kein politisches Lager. Jegliche Diskriminierung aufgrund Geschlecht, Alter, Rasse oder Religion, wegen politischer Überzeugung oder sozialem Stand ist satzungsgemäß ausgeschlossen. Skål unterstützt unter anderem wohltätige Zwecke. Zweck des Clubs ist es, die freundschaftliche Aussprache unter sonst stark konkurrierenden Fachleuten touristischer Berufe zu ermöglichen und die internationale Verständigung zu fördern.

## Organisation
Das Generalsekretariat befindet sich in Torremolinos (Spanien) und verwaltet und steuert gemeinsam mit einem von Mitgliedern gewählten Executive Board (Exekutivkomitee) das Verbandsleben. Die Basis von Skål sind lokale Clubs, d. h. Vereine, die sich in einer Stadt oder touristischen Region gebildet haben. Die Clubs selbst schließen sich dann auf nationaler Ebene zu einem sogenannten Nationalkomitee zusammen (in Deutschland ist dies SID, das Nationalkomitee der deutschen Skål-Clubs). Sinn des Nationalkomitees ist es, die nationalen Interessen zu bündeln und in der weltweiten Skål-Gemeinschaft einzubringen und durchzusetzen. Trotz der Nationalkomitees sind die einzelnen Clubs Mitglieder innerhalb Skål International und haben gleiche Rechte.
Skål wirbt damit, durch die Mitgliedschaft eine Basis für Geschäftsbeziehungen fußend auf Ethik, Freundschaft und Vertrauen zu schaffen.

## Historie und Bedeutung des Namens
Das Wort Skål ist skandinavischen Ursprungs. In alten Zeiten war „Skål“ im Norden ein Gruß, der dem eintretenden Fremden als Zeichen der Freundschaft zugerufen wurde. Dabei überreichte man ihm eine Schale (Skål = Schale) mit einem Willkommenstrunk.
Die einzelnen Buchstaben des Wortes Skål bedeuten mehr als lapidar gesagt ein anderes Wort für Prost.
Es ist auch ein Akronym mit folgender Bedeutung:
Sundhet = Gesundheit
Kärlek = Liebe
Ålder = langes Leben
Lycka = Glück

## Mitgliedschaft
Die Idee zur Gründung entstand nach einer Studienfahrt Pariser Reisebüro-Fachleute nach Skandinavien im Jahr 1934.
Durch die Teilnahme an Veranstaltungen und Kongressen haben die Mitglieder Gelegenheit, weltweit Kontakte zu Branchenkollegen zu knüpfen. Das typische Skål-Treffen ist formell, aber dennoch freundschaftlich angelegt, um eine persönliche Atmosphäre zu schaffen. Im Rahmen der Veranstaltungen sind in der Regel gemeinsame Mittag- oder Abendessen organisiert.
Jeder Club bietet eine Vielzahl von beruflichen Aktivitäten, mehrheitlich Fachvorträge während der monatlich stattfindenden Treffen. Ebenso besteht die Möglichkeit, weltweit und nicht nur lokal an Treffen teilzunehmen.
Die Grundidee der Skål-„Bewegung“ ist, auf der Basis von freundschaftlichen und persönlichen Kontakten ein weltweites Netz aufzubauen, in dem sich wirtschaftliche Aktivitäten entfalten sollen. Die Skål-Bewegung will den internationalen Tourismus festigen und das gegenseitige Verstehen der Völker vertiefen.

### Voraussetzung für eine Mitgliedschaft
Die Voraussetzungen für die Mitgliedschaft in einem Skål-Club sind:
- Mindestens drei Jahre hauptberufliche Tätigkeit in einer Führungsposition oder Selbstständigkeit (bei Aufnahme) in den Branchen Tourismus, Hotellerie oder Verkehrsträger.
- für jüngere Mitglieder und Führungskräftenachwuchs besteht die Möglichkeit einer Young-Skål-Mitgliedschaft. Diese setzt eine Tätigkeit oder Ausbildung in einem touristischen Beruf voraus.
- Es können nur natürliche Personen Mitglied bei Skål werden, keine Unternehmen.

### Leistungen für Mitglieder
- Kontaktmöglichkeit zu derzeit ca. 12.000 Touristikern und touristischen Unternehmen weltweit
- Zugang zu Adress- und Kontaktdaten über passwortgeschützte Websites
- Zugang zu Vorträgen, Diskussionen, Seminaren und einem jährlichen Tourismusforum
- Zugriff auf Vorteilsangebote, z. B. preisliche Vergünstigungen und Exklusivangebote in den Bereichen Hotel, Mietwagen, Fähre und Kreuzfahrt, Weiterbildung und Unternehmensberatung
- Der skåleigene „Florimond Volckaert Fond“ unterstützt Skål-Mitglieder und ihre Familien in Notsituationen mit Geld- und Dienstleistungen
- Skål International ist seit 1984 Mitglied der World Travel Organisation und trägt mit eigenen Projekten zu touristischen Fragen bei (z. B. dem jährlich zu vergebenden ECOTOURISM Award an Unternehmen und Projekte, die sich für nachhaltigen Tourismus starkmachen)

### Kritik
Skål Deutschland lebt vom Networking. Der Verband steht aufgrund der mehr oder weniger starken Überalterung seiner Untergliederungen in der Kritik. Viele Clubs sind dennoch erfolgreich in der Gewinnung neuer aktiver Mitglieder, die fest im Berufsleben verankert sind. Jüngere Mitglieder sind zahlenmäßig in der Unterzahl. Die Clubs leben zudem vom Austausch mit über 83 Nationen.
Das Problem der Überalterung trifft vor allem auf die europäischen Clubs zu. Weltweit, besonders in Asien und Südamerika, aber auch in europäischen, touristisch sehr aktiven Regionen wie z. B. der Türkei sind mehr jüngere Mitglieder aktiv. Die Ursache liegt hierfür hauptsächlich in der positiven Entwicklung der Tourismusbranche in den betreffenden Regionen. Unter anderem sind auch die Ausbildungsgänge in Europa sehr lang und altersmäßig sehr spät angesiedelt und bringen Angestellte erst in einem fortgeschrittenen Alter in Führungspositionen.

### Skål-Clubs in Deutschland
In Deutschland sind laut Eigenangaben in 19 Orten bzw. Regionen (Stand: Juli 2024) Skål-Clubs mit jeweils eigenen Präsidenten vertreten:
| - Aachen - Augsburg - Berlin - Bodensee - Bonn | - Bremen - Düsseldorf - Erfurt - Frankfurt am Main | - Freiburg im Breisgau - Freudenstadt - Garmisch-Partenkirchen - Hamburg - Hannover - Insel Usedom | - Köln - München - Nürnberg - Stuttgart |  |